# タッちん君の冒険
『日立カラー劇場 タッちん君の冒険』（ひたちカラーげきじょう タッちんくんのぼうけん）は、1960年7月16日から1961年3月25日まで日本テレビ系列で放送されていたテレビドラマである。日本テレビと東宝の共同製作。日立製作所の一社提供。カラー作品。放送時間は毎週土曜 19:30 - 20:00 （日本標準時）。

## キャスト
- 花柳喜幸
- 水戸光子
- 明月美保
- 五十嵐基治
- 阿里道子
- 大瀬康一

## スタッフ
- 脚本：菊田一夫、寺島アヤ子
- 演出：菊田一夫
- 制作：日本テレビ、東宝

## コミカライズ
本作の放送期間中、菊田一夫とくぼたまさみによるコミカライズ作品『タッチン君の冒険』が集英社の『日の丸』に連載された。テレビ放送の終了後にも『タッちんくん』と改題された上で連載され、『日の丸』自体が廃刊になるまで続けられた。